# Havoc & Prodeje
Havoc & Prodeje był amerykańskim duetem hip-hopowym, w którego skład wchodzili członkowie South Central Cartel, Havoc oraz Prodeje. Grupa przez siedem lat swojej działalności wydała trzy albumy, lecz tylko jednemu z nich udało dostać się na listy przebojów. W 1995 roku ich utwór „The Hood Got Me Feelin' The Pain” znalazł się na ścieżce dźwiękowej do filmu Tales From The Hood.

## Dyskografia
Albumy studyjne
| Rok                                     | Tytuł                                                                            | Pozycja na liście |
| Rok                                     | Tytuł                                                                            | U.S. R&B          |
| --------------------------------------- | -------------------------------------------------------------------------------- | ----------------- |
| 1993                                    | Livin' In A Crime Wave - Wydany: 25 maja 1993 - Wytwórnia: Pump / G.W.K. Records | —                 |
| 1994                                    | Kickin' Game - Wydany: 25 października 1994 - Wytwórnia: Pump / G.W.K. Records   | 59                |
| 1997                                    | Truez Neva Stop - Wydany: 9 września 1997 - Wytwórnia: Pump / G.W.K. Records     | —                 |
| „—” oznacza, że album nie był notowany. |                                                                                  |                   |

Występy gościnne
| Rok  | Wykonawca                | Tytuł                              | Album                    |
| ---- | ------------------------ | ---------------------------------- | ------------------------ |
| 1995 | Różni wykonawcy          | „The Hood Got Me Feelin' The Pain” | Tales From The Hood      |
| 1996 | Killafornia Organization | „Six Million Ways”                 | Killafornia Organization |